# Laagstamboom

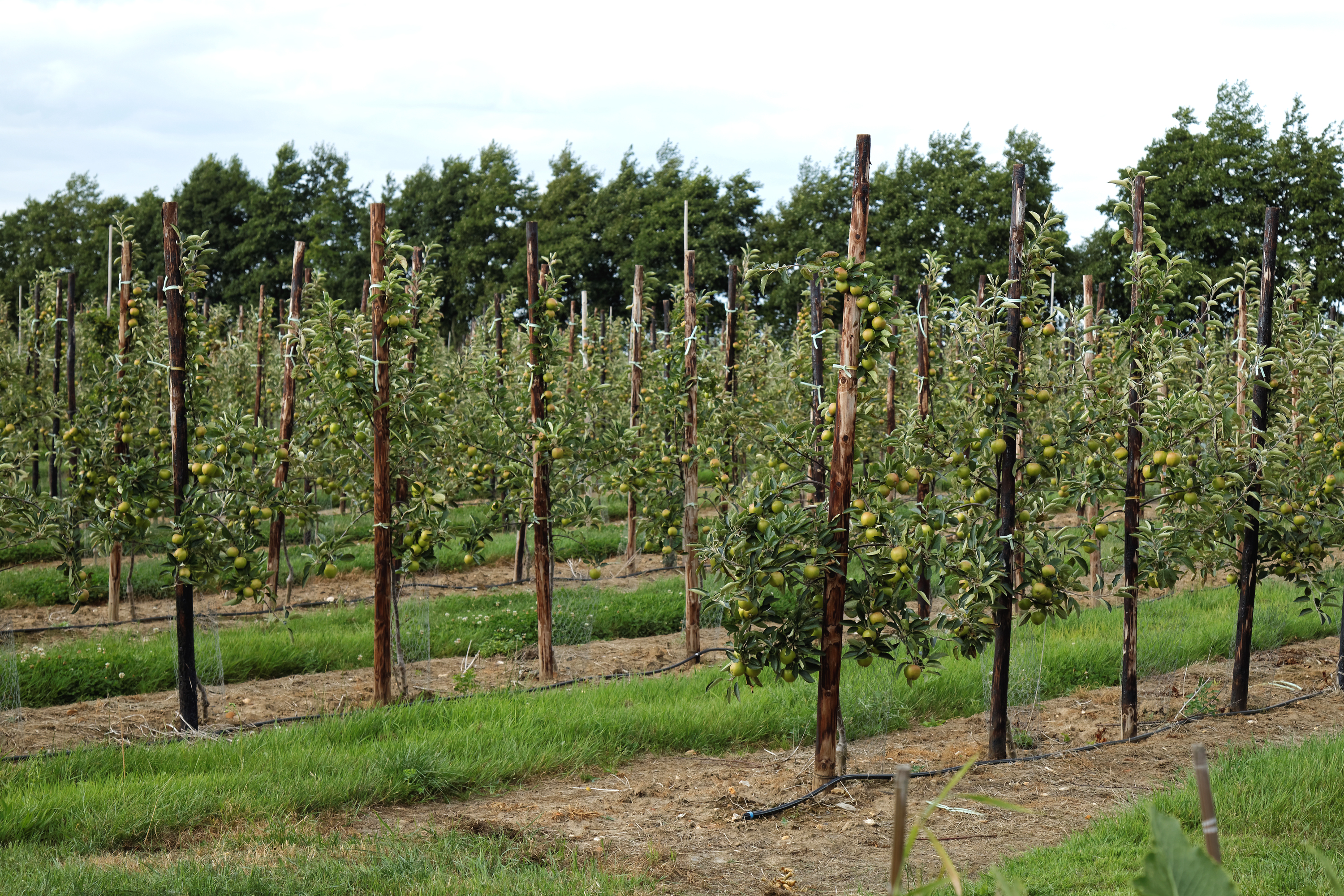
Appelboomgaard in Kent met laagstambomen

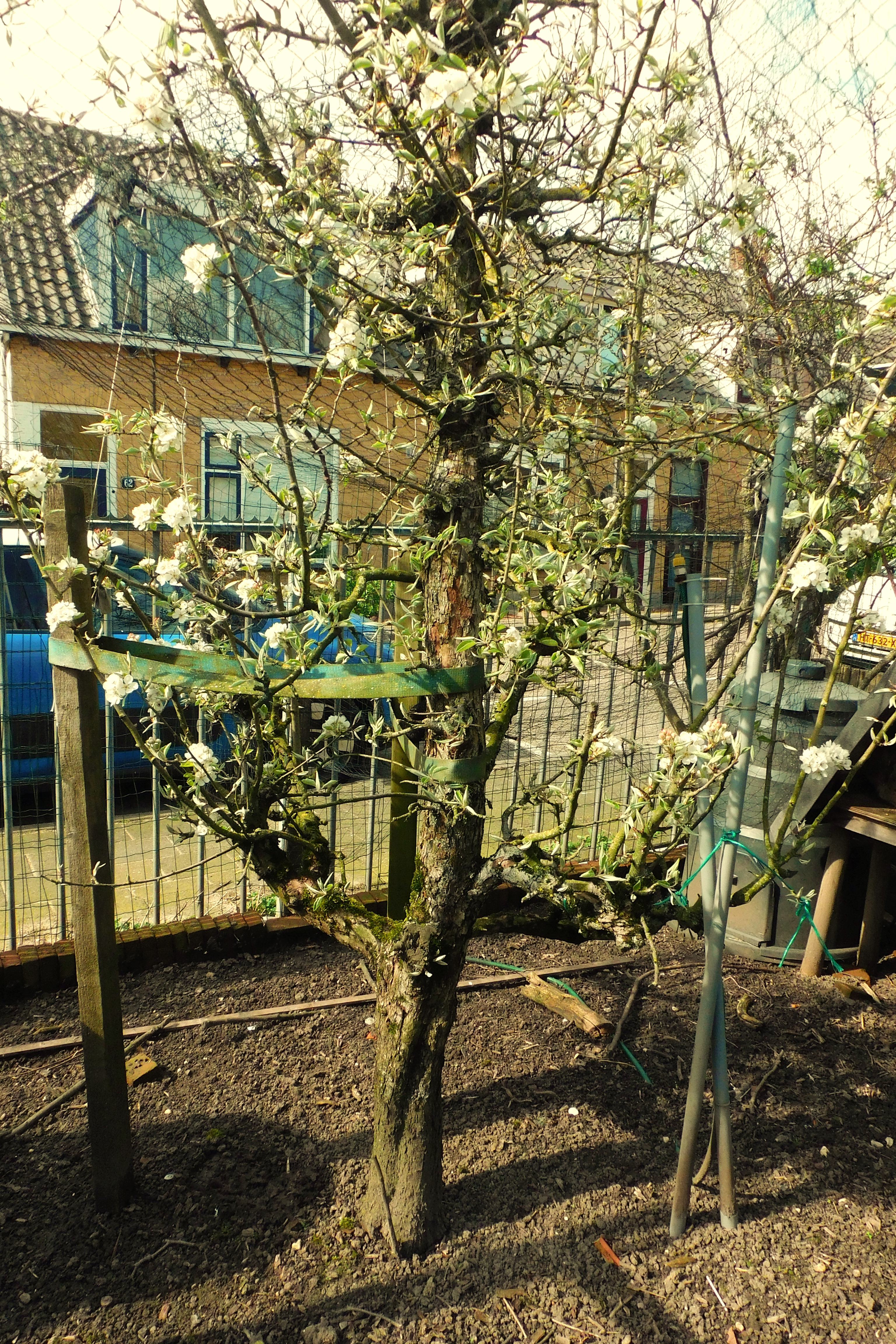
40 jaar oude laagstam Gieser Wilderman, gesteltakken beginnen op 50 cm. boven maaiveld

Een laagstam of laagstamboom is een fruitboomtype waarbij de stamhoogte kunstmatig is beperkt tot minder dan 1 meter, zodat het oogsten van de vruchten van de boom makkelijker wordt. Omwille van de korte stam wordt dit type bomen ook wel struik genoemd.
Een laagstam wordt verkregen door op een korte onderstam, van in de praktijk meestal tussen de 40 en 60 centimeter, te enten. De boom wordt maximaal 3 meter hoog.
Een nadeel van een laagstam in vergelijking met een halfstam en hoogstam is dat een laagstam een kleiner wortelgestel heeft waardoor die een steunpaal nodig heeft en vatbaarder is voor droogte.
Het voordeel van een laagstam in vergelijking met een halfstam en hoogstam is dat er bij een laagstam sneller geoogst kan worden, de boom makkelijker te snoeien is en de boom minder plaats inneemt waardoor er een hoger rendement per oppervlakte behaald kan worden.